# Базедо (Порденоне)
Базедо је насеље у Италији у округу Порденоне, региону Фурланија-Јулијска крајина.
Према процени из 2011. у насељу је живело 82 становника. Насеље се налази на надморској висини од 12 м.